# Notorhabdium immaculatum
Notorhabdium immaculatum là một loài bọ cánh cứng trong họ Cerambycidae.